# Bellator 23
 Bellator XXIII  foi um evento de MMA organizado pelo Bellator Fighting Championships ocorrido dia 24 de junho de 2010 em Fourth Street Live! em Louisville, Kentucky. O card contou com a Final do Torneio dos Pesos Penas e Médios. Os vencedores seriam coroados Campeão da Segunda Temporada do Bellator, os vencedores enfrentariam os campeões de suas respectivas categorias durante a Terceira Temporada. O evento foi transmitido no Fox Sports Net e suas afiliadas regionais.

## Antecedentes
Luke Zachrich era esperado para enfrentar Mike Fleniken. Porém Zachrich foi forçado a se retirar da luta por motivo desconhecido. Foi substituído pelo veterano no UFC, Johnny Rees. Porém Rees foi substituído por Stoney Hale.[carece de fontes?]
Kurt Kinser aceitou a luta em Peso Casado após Dave Overfield pesar bem acima do limite de 155-pound da categoria.